# Équidistant

Médiatrice d'un segment de droite. Le point où la droite rouge croise le segment de droite noir est équidistant des deux extrémités du segment noir.

Le polygone cyclique P est circonscrit par le cercle C. Le centre du cercle circonscrit O est équidistant de chaque point du cercle et a fortiori de chaque sommet du polygone.

Un point est dit équidistant d'un ensemble d'objets si les distances entre ce point et chaque objet de l'ensemble sont égales. 
En géométrie euclidienne à deux dimensions, le lieu des points équidistants de deux points donnés (différents) correspond à leur médiatrice. En trois dimensions, le lieu des points équidistants de deux points donnés est un plan et, en généralisant à un espace n-dimensionnel, le lieu des points équidistants de deux points d'un n-espace  est un (n − 1) espace. 
Pour un triangle, le centre du cercle circonscrit est un point équidistant de chacun des trois sommets. Chaque triangle non dégénéré possède un tel point et il est unique. Ce résultat peut être généralisé aux polygones cycliques : le centre du cercle circonscrit est équidistant de chacun des sommets. De même, le centre du cercle inscrit d'un triangle ou de tout autre polygone tangent est équidistant des points de tangence des côtés du polygone. Chaque point de la médiatrice des côtés d’un triangle ou de tout autre polygone admettant un cercle circonscrit est équidistant des deux sommets situés aux extrémités de ce côté. Chaque point de la bissectrice d'un angle d'un polygone est équidistant des deux côtés de cet angle. 
Le centre d'un rectangle est équidistant des quatre sommets, équidistant de deux côtés opposés et équidistant des deux autres côtés opposés. Un point sur l'axe de symétrie d'un cerf-volant est équidistant de chaque paire de côtés symétriques. 
Le centre d'un cercle est équidistant de chaque point du cercle. De même, le centre d'une sphère est équidistant de chaque point de la sphère. 
Une parabole est l'ensemble des points du plan équidistants d'un point fixe (le foyer) et d'une ligne fixe (la directrice). 
En analyse de forme, le squelette topologique ou l’ axe médian d’une forme est une version fine de cette forme, équidistante de ses frontières . 
En géométrie euclidienne, les droites parallèles sont équidistantes dans la mesure où la distance de tout point d'une des droites à l'autre droite est la même. 
En géométrie hyperbolique, l'ensemble des points équidistants de et sur un côté d'une droite donnée forme un hypercycle (qui est une courbe et non une droite).  
- Ensemble équidistant